# Alexandre Portier
Pour les articles homonymes, voir Portier.
Alexandre Portier, né le 21 avril 1990 à La Tronche (Isère), est un homme politique français. Il est conseiller municipal de Villefranche-sur-Saône depuis 2014, adjoint au maire et vice-président de la communauté d'agglomération Villefranche Beaujolais Saône entre 2017 et 2022. Après avoir enseigné la philosophie, il est élu député Les Républicains de la 9e circonscription du Rhône en 2022, puis réélu en 2024, mandat qu'il abandonne d'octobre 2024 à janvier 2025 au profit de sa suppléante du fait de sa participation au gouvernement Barnier en tant que ministre délégué chargé de la Réussite scolaire et de l'Enseignement professionnel au sein du ministère de l'Éducation nationale.

## Biographie

### Jeunesse et formation
Alexandre Portier est né en 1990 à La Tronche, d'un père artisan tapissier. Sa famille est originaire du Beaujolais. Après des études secondaires au lycée privé Notre-Dame-de-Mongré de Villefranche-sur-Saône, il étudie à l'Institut catholique de Paris, où il obtient une licence en philosophie en 2011, puis à l'École normale supérieure où il obtient son diplôme en 2014. Il est diplômé de Sciences Po en 2015. En 2021-2022 il enseigne la philosophie au lycée Claude-Bernard de Villefranche-sur-Saône,,. Il étudie également à l'École des hautes études en sciences sociales (EHESS).

### Parcours politique

#### Élu de Villefranche-sur-Saône
En 2014, parallèlement à ses études, Alexandre Portier est élu au conseil municipal de Villefranche-sur-Saône, dont il devient alors, à l'âge de 23 ans, le benjamin. Entre 2014 et 2017, il occupe le siège de conseiller délégué aux achats et à la commande publique. Entre 2017 et 2020, il est adjoint aux finances, à la sécurité et à la stratégie économique. Entre 2020 et 2022, il est adjoint à la sécurité, aux mobilités et à l'urbanisme.
Parallèlement, en 2016, après ses études, il devient conseiller au sein du cabinet du président de la région Auvergne-Rhône-Alpes avant d'être nommé chargé de mission au sein de la direction de l'évaluation des politiques publiques et prospectives. En 2017, il est élu vice-président de la communauté d'agglomération Villefranche Beaujolais Saône. Il quitte ses fonctions à la région pendant l'été 2021 pour enseigner la philosophie à Villefranche-sur-Saône en septembre 2021,,.

#### Élu député en 2022
Candidat aux élections législatives de 2022 dans la neuvième circonscription du Rhône, Alexandre Portier est élu député au second tour avec 61,51 % des voix, face à Ambroise Méjean, candidat de LREM. Il succède ainsi à Bernard Perrut.
Élu à l’Assemblée nationale, il intègre la Commission des Affaires culturelles et de l'Éducation et se spécialise sur les questions d’éducation. Il s’oppose aux fermetures de classes rurales. Selon Le Monde, il est alors un proche de Laurent Wauquiez, partisan d’une « droite populaire ».
En 2023, il conduit une mission d’information pour améliorer l’accueil et l’instruction des enfants en situation de handicap à l’école.
En janvier 2024, il fait l'objet de menaces de mort après son vote en faveur de la loi dite « asile et immigration » et annonce porter plainte immédiatement,.
Au cours de son mandat, il dépose notamment une proposition de loi sur la formation des enseignants et s'affirme comme l'un des spécialistes à droite des questions d'éducation.

#### Réélection de 2024
Après la dissolution de l'Assemblée nationale le 9 juin 2024, il se représente. Arrivé en seconde position à l'issue du premier tour, derrière le candidat d'extrême-droite Patrick Louis, il bénéficie du désistement du candidat socialiste, grâce auquel il est réélu au second tour avec 60,37% des suffrages exprimés. Après sa réélection en 2024, il déclare souhaiter « peser à droite pour faire de la question scolaire une priorité ».

#### Ministre délégué chargé de la Réussite scolaire et de l'Enseignement professionnel
À la suite des élections législatives de 2024 et de la nomination du Premier ministre Michel Barnier, issu des Républicains, il devient ministre délégué chargé de la Réussite scolaire et de l'Enseignement professionnel, sous l'autorité de la ministre de l’Éducation nationale, Anne Genetet. Il retient l’attention de Michel Barnier, pour son engagement en faveur de l’inclusion des élèves handicapés à l’école. La censure du gouvernement Barnier met fin à ses fonctions.

## Prises de positions
Il est un « fervent opposant » à Pap Ndiaye lorsque celui-ci était ministre de l’Éducation de 2022 à 2023.
Lors de la polémique du début de 2024 autour de l'établissement Stanislas, il prend la parole en faveur de l'enseignement privé.
Alexandre Portier appelle à un « acte 2 de l’école inclusive » et dénonce les inégalités de traitement des élèves en situation de handicap selon les départements : « Aujourd'hui, l’État ne garantit pas à chaque enfant le respect de son droit à l’éducation ».
En tant que ministre, il se prononce en faveur de l'interdiction des téléphones portables à l’école et au collège en généralisant le dispositif « pause numérique »,.
En octobre 2024, il déclare vouloir « remettre à plat » la politique d’orientation à l’école. Il juge que la politique d’orientation est défaillante en France, et souhaite valoriser les métiers et les filières d’avenir avant l’entrée au lycée des élèves.
En décembre 2024, il se déclare favorable à un programme d'éducation à la sexualité, prévue par la loi depuis 2001, tout en affirmant que le programme proposé par Anne Genetet n'était pas acceptable en l'état. Il voit notamment l'utilisation de l'expression « identité de genre » comme un élément idéologique problématique qui « n’a pas sa place dans nos écoles ». Il explique vouloir « un propos pédagogique toujours fondé sur des données scientifiques »,,. Plusieurs médias dont Mediapart ou têtu·, dénoncent, à travers l'utilisation du concept de théorie du genre, l'emploi d'un vocable utilisé habituellement comme repoussoir par le courant réactionnaire,,,,. Le programme sera finalement adopté en janvier 2025, alors qu'Alexandre Portier ne fait plus partie du gouvernement, en conservant la notion d'identité de genre . 

## Pour approfondir